# Thí nghiệm Franck - Hertz
Thí nghiệm Franck - Hertz là một thí nghiệm vật lý ủng hộ cho mô hình nguyên tử Bohr, tiền thân của cơ học lượng tử. Năm 1914, các nhà vật lý Đức James Franck và Gustav Ludwig Hertz đã đi tìm bằng chứng thực nghiệm cho mô hình Bohr về nguyên tử cho rằng các electron quay quanh hạt nhân với các mức năng lượng xác định và gián đoạn. Thí nghiệm của họ đã khẳng định mô hình lượng tử hóa của Bohr với việc chứng minh rằng trong thực tế nguyên tử chỉ có thể hấp thụ (và bị kích thích bởi) những lượng năng lượng xác định (các lượng tử năng lượng).
Franck và Hertz đã được trao giải Nobel về Vật lý năm 1925 cho công trình của họ.

## Thí nghiệm

Đồ thị biểu diễn hiệu điện thế gia tốc theo dòng anode

Thí nghiệm kinh điển này liên quan đến một ống chứa hơi thủy ngân ở áp suất thấp đựợc gắn với ba điện cực: một catot (âm cực) phát electron, một lưới gia tốc và một anot (dương cực). Cực anot được giữ ở một điện thế hơi âm so với luới (mặc dù vẫn là dương so với catot), sao cho các electron phải có một động năng nhỏ để bay tới nó sau khi đi qua lưới. Các thiết bị được lắp đặt để đo dòng điện đi qua giữa các điện cực, và điều chỉnh hiệu điện thế giữa catot và lưới gia tốc.
- Ở hiệu điện thế thấp - dưới 4.9 volt với ống chứa hơi thủy ngân - dòng điện đi qua ống tăng đều đặn với hiệu điện thế tăng dần. Thế càng cao, điện trường càng mạnh và các electron càng bị kéo mạnh về phía lưới gia tốc.
- Ở 4.9 volt cường độ dòng điện đột ngột giảm xuống một cách rõ rệt, gần như là trở về không.
- Dòng điện sau đó lại tăng đều trở lại khi thế tiếp tục tăng cho tới khi đạt tới 9.8 volt (chính xác bằng hai lần 4.9 volt).
- Ở 9.8 volt lại quan sát được hiện tượng giảm nhanh dòng điện tương tự.
- Chuỗi tăng giảm cường độ dòng điện này với số gia xấp xỉ 4.9 volt cứ tiếp diễn cho tới hiệu điện thế ít nhất là 100 volt.

## Giải thích
Franck và Hertz đã giải thích thí nghiệm của họ trên cơ sở các va chạm đàn hồi và không đàn hồi. Ở hiệu điện thế thấp, các electron được gia tốc chỉ thu được một động năng nhỏ. Khi chúng va chạm với các nguyên tử thủy ngân trong ống đó chỉ là những va chạm đàn hồi thuần túy. Hiện tượng này là do một nguyên tử không thể hấp thụ năng lượng cho đến khi năng lượng va chạm lớn hơn năng lượng cần thiết để đưa một electron lên một trạng thái có năng lượng cao hơn.
Với các va chạm đàn hồi thuần túy, tổng động năng của hệ giữ nguyên không đổi (không có sự chuyển hóa thành các dạng năng lượng khác như quang năng). Vì electron nhẹ hơn hơn một nghìn lần so với thậm chí là nguyên tử nhẹ nhất (hydro), điều đó có nghĩa là electron giữ lại được phần lớn động năng của nó. Hiệu điện thế cao hơn kéo nhiều electron hơn qua lưới về phía anot và dòng điện quan sát được cũng tăng lên, cho đến khi hiệu điện thế gia tốc đạt đến 4.9 volt.
Sự kích thích năng lượng điện tử thấp nhất của một nguyên tử thủy ngân đòi hỏi 4.9 electronvolt (eV), tương ứng với vạch phổ phát xạ tử ngoại của thủy ngân tại 254 nm. Khi thế gia tốc đạt đến 4.9 volt, mỗi electron tự do thu được một động năng chính xác là 4.9 eV khi nó tới được lưới gia tốc (cộng thêm với năng lượng chuyển động nhiệt mà electron có được khi bị đốt nóng ở catot). Hệ quả là sự va chạm giữa một nguyên tử thủy ngân với một electron tự do tại điểm đó có thể là không đàn hồi: tức là, động năng của một electron tự do có thể được chuyển thành năng lượng của một electron liên kết trong một nguyên tử thủy ngân và làm tăng mức năng lượng của electrron này. Với việc mất mát toàn bộ động năng thu được, electron tự do như vậy không thể vượt qua hàng rào thế năng chỉ hơi âm để bay tới anot, và dòng điện ghi nhận được rớt xuống ngay lập tức.
Khi thế lại tăng lên, các electron vẫn sẽ tham gia các va chạm không đàn hồi, mất đi 4.9 eV ở đâu đó (khi mà nó thu được một động năng chính xác bằng 4.9 eV) trên đường đi tới lưới gia tốc nhưng rồi sau đó lại tiếp tục được gia tốc và đạt đến anot. Theo cách này dòng điện lại tăng lên trở lại sau khi thế gia tốc vượt quá 4.9 V. Ở 9.8 V, tình huống lại thay đổi. Ở đó, mỗi electron bây giờ có vừa đủ năng lượng để tham gia va chạm không đàn hồi, kích thích hai nguyên tử thủy ngân, và rồi dừng lại với động năng đã mất hết. Một lần nữa, dòng điện lại tụt xuống. Với những khoảng 4.9 eV, quá trình này sẽ lặp lại; mỗi lần các electron sẽ trải qua thêm một va chạm không đàn hồi.

## Hiệu ứng trong các chất khí khác
Hiện tượng hoàn toàn tương tự cũng được quan sát đối với khí neon, nhưng xảy ra ở một ngưỡng hiệu điện thế khác và có thể thấy rõ bằng mắt thường: một quầng sáng sẽ xuất hiện trong vùng khí có xảy ra sự kích thích. Đó là do nguyên tử neon sau khi bị kích thích sẽ nhanh chóng chuyển về trạng thái có năng lượng thấp hơn và giải phóng ra một photon ứng với bước sóng của ánh sáng trong miền khả kiến. Để kích thích khí neon phát sáng cần tăng thế gia tốc electron lên đến xấp xỉ 19 V. Lúc này các nguyên tử neon có thể được đưa lên các trạng thái 3S ở các mức năng lượng từ 18.3 đến 18.9 eV sau đó trở về các trạng thái 2P từ 16.57 đến 16.79 eV và phát ra photon có màu đỏ, cam, vàng hay lục tùy thuộc vào bước chuyển xảy ra. Nếu bước chuyển là từ 3S2 (một trong 4 mức năng lương trong nhóm 3S) về 2P4 (một trong 10 mức năng lượng của nhóm 2P) thì photon phát ra có màu đỏ (633 nm) còn nếu là từ 3S2 về 2P10 thì photon là lục (543 nm). 
Vùng sáng này sẽ chuyển dần từ lưới gia tốc về phía catot khi thế gia tốc tăng lên, tới bất cứ điểm nào trong ống mà electron thu được đủ 19 eV cần thiết cho việc kích thích một nguyên tử neon lên các trạng thái 3S.
Ở 38 V hai vùng sáng phân biệt có thể nhìn thấy; một ở giữa catot và lưới, và một ở ngay tại lưới gia tốc. Thế càng cao, cứ cách 19 V lại tạo ra thêm một vùng sáng nữa trong ống.